# Lobby juif
Pour le lobby pro-israélien, voir lobby pro-israélien.
« Lobby juif » est une expression utilisé pour décrire des activités de lobbying attribuées aux Juifs, pour la défense de leurs droits et de leurs intérêts. L'expression peut parfois être utilisé pour désigner le « lobby pro-israélien »,, mais le concept de groupes d'influences spécifiquement juifs existait déjà avant l'apparition de l'État d'Israël.
Le terme « lobby » étant souvent dépréciatif en français, le lobby juif est ainsi un thème récurrent du discours antisémite ou antisioniste.

## Le discours antisémite
Selon Le Monde diplomatique l'utilisation de l'expression en France serait historiquement le fait de l’extrême-droite, l'expression résumant en deux mots l'ensemble des « fantasmes » antisémites : la finance juive, les médias juifs et le pouvoir juif, telle une version modernisée des Protocoles des sages de Sion.
Quand, dans les années 1990 et 2000, le terme de « lobby juif » est entendu dans la bouche de figures politiques de premier plan, c'est toujours « pour dénoncer les méfaits supposés d'un petit groupe indéfini en dehors du qualificatif de juif ». Ainsi, de François Mitterrand, selon le témoignage de Jean d'Ormesson, quand celui-ci évoque son amitié avec René Bousquet, ou de Raymond Barre, sur France Culture, quand on lui rappelle sa déclaration lors de l'attentat de la rue Copernic,. Les propos prêtés au chef d'État en fin de mandat et ceux tenus par l'ancien chef de gouvernement condamnent respectivement « l'influence puissante et nocive » et « les opérations [...] indignes » du lobby juif en France.
De même, en janvier 2011, lorsque le gouvernement décide de retirer le cinquantenaire de la mort de Céline des commémorations de l'année 2011 à la suite d'une demande du CRIF, du Bureau national de vigilance contre l'antisémitisme et de Serge Klarsfeld, président des Fils et Filles des déportés juifs de France, le philosophe Alain Finkielkraut estime que cela accrédite l'idée que « le lobby juif fait la pluie et le beau temps en France ».
Pour Sébastien Picaud sur Mediapart, l'expression « lobby juif » peut même faire référence à une « théorie du complot » déjà apparue dans le Protocole des sages de Sion, faux document élaboré par la police tsariste au début du XXe siècle.

## Par pays

### France
Selon le journaliste Pascal Riché, s'appuyant sur l'outil Ngram, l'expression de « lobby juif » prend son essor en France au début des années 1970.
Elle est selon lui utilisée dans un premier temps « sur fond de tensions israélo-arabes » pour désigner le lobby pro-israélien américain. On la trouve alors dans nombre de journaux comme Le Nouvel Observateur ou L’Express. D'après lui, elle n'endosse une connotation antisémite qu'à la fin des années 1980 dans la presse du Front national. Jean-Marie Le Pen utilise alors la formule à plusieurs reprises, notamment pour affirmer « Que les juifs aient beaucoup de pouvoir dans la presse, comme les Bretons dans la marine, les Corses dans les douanes, ça ne me paraît pas discutable. Et que les gens du Front national, qui se sont aperçus qu’un certain nombre de lobbies juifs, comme celui de monsieur Kahn [le Crif, ndlr], leur aient fait [subir] en quelque sorte une persécution systématique, ils ont l’impression d’en voir beaucoup, c’est vrai ».
Pour la sénatrice EELV Esther Benbassa, le CRIF serait  un lobby juif se référant à sa charte qui affirme qu'il est l’« interprète du Judaïsme en France devant les pouvoirs publics ». Pour  Samuel Ghiles-Meilhac, il a obtenu des succès dans le combat contre l'antisémitisme, mais bien que sa relation à Israël soit un élément essentiel de son discours, il n'exerce pas d'influence dans les relations franco-israéliennes.

### États-Unis
En 1843 est fondé le B'nai B'rith, association qui se donne comme mission « d'unir les Juifs afin de défendre leurs valeurs, […], de secourir et de protéger les victimes de la persécution ». Ses prises de position sur le plan international lui valent parfois d'être perçu par des personnalités antisémites comme une « conspiration juive mondiale ».
Au début du XXe siècle se crée l'American Jewish Committee en réponse aux pogroms de la Russie tsariste. Là encore, la politique de l'organisation consiste en une influence discrète de peur d'être prise pour un lobby juif.
Quant à l'AIPAC (American Israel Public Affairs Committee), son origine remonte à 1939 quand fut créé l'Emergency Committee for Zionist Affairs, en réponse à l'antisémitisme régnant alors en Europe. La création de l'État d'Israël crée des besoins d'assistance nouveaux et un comité pro-israélien est officiellement créé en 1954 qui prend le nom d'AIPAC en 1959. Les buts de l'organisation sont de maintenir l'amitié et la bonne volonté entre les États-Unis et Israël. L'AIPAC reste en 1990 la seule organisation enregistré auprès du Congrès pour du lobbying et de la propagande en faveur des relations américano-israéliennes. Toutefois, en 2008 se crée J Street, une organisation rivale, plus à gauche et « bras politique du mouvement pour Israël et pour la paix ».
Selon l'institut Pierre Renouvin de l'université Panthéon-Sorbonne reprenant Camille Mansour, « la communauté juive américaine doit une large partie de son poids politique à son art confirmé du lobbying. L'influence de ce lobby, démesurée par rapport à sa dimension réelle, tient beaucoup à un environnement idéologico-culturel favorable aux causes qu'il défend mais également à l'efficacité incomparable de ses organisations ».
Mitchell Bard, directeur de la Jewish Virtual Library estime qu'il existe un lobby juif formel avec l'AIPAC, d'autres organisations juives tel le B'nai B'rith et même des organisations chrétiennes et un lobby informel constitué principalement des électeurs juifs et aussi de l'opinion publique américaine. Il les oppose au lobby informel arabe comprenant le complexe « diplomatico-pétrolier » (petro-diplomatic complex) initié par le roi Ibn Séoud d'Arabie saoudite en 1951 et le lobby formel arabe représenté par la National Association of Arab-Americans (NAAA) ou Association nationale des Américains arabes fondée en 1972. Outre le plus faible nombre d'Arabes que de Juifs aux États-Unis, il attribue la moindre influence du lobby arabe à la désunion qui règne parmi la population arabe américaine, dont beaucoup sont chrétiens et ce malgré l'activisme des 70 000 Palestiniens américains.
Aux États-Unis, l'expression « Jewish lobby » se rapporte donc aux actions des organisations de la communauté juive en faveur de politiciens ou organisations politiques américaines favorables à l’État d’Israël, et à leur soutien lors des élections présidentielles ou au Congrès,,,.
Le Conseil israélien américain (en anglais : Israeli American Council, en hébreu : ארגון הקהילה הישראלית-אמריקאית ) est une organisation américaine dont la mission est « de construire et d'entretenir la communauté unie israélo-américaine pour les prochaines générations et encourager leur soutien à l'État d'Israël ».

### Canada
Au Canada, le Congrès juif canadien a existé de 1920 à 2011 et selon son propre site, ses efforts de lobbying visaient dans les années 1930 à une réduction des restrictions à l'immigration. Dans les années 1950 et suivantes, ces mêmes efforts ont visé à soutenir les Juifs du bloc communiste (Hongrie, URSS, Cuba). Le CJC a lutté contre la propagation de la haine et fait en sorte que les criminels nazis soient poursuivis au Canada. Dans les années 1990, il a accru ses efforts envers les victimes de catastrophes naturelles juives et non-juives. Lui succède en 2011 le Conseil canadien pour la défense et la promotion des droits des Juifs et d'Israël (en) aujourd'hui nommé en français Centre consultatif des relations juives et israéliennes.